# ロベルト・ペタジーニ
ロベルト・アントニオ・ペタジーニ・エルナンデス（Roberto Antonio Petagine Hernandez、1971年6月2日 - ）は、ベネズエラ出身の元プロ野球選手（内野手、外野手）。
2003年の推定年俸7億2,000万円は、NPB史上歴代5位および野手最高年俸でもある。

## 経歴

### アストロズ・パドレス時代
1990年2月13日にヒューストン・アストロズと契約。
1994年4月4日のモントリオール・エクスポズ戦でメジャーデビュー。
12月28日にトレードでサンディエゴ・パドレスへ移籍。

### メッツ時代
1996年3月17日にトレードでニューヨーク・メッツへ移籍。1997年には傘下のAAA級球団であるインターナショナルリーグ (IL) のノーフォーク・タイズで129試合に出場、打率.318、31本塁打、100打点、OPS 1.035という成績を残し、ILのリーグMVPに選出された。
同年オフには当時のメッツ監督で、NPBの千葉ロッテマリーンズでも監督を務めた経験を有するボビー・バレンタインがNPBのオリックス・ブルーウェーブに対し、オリックスの野村貴仁をペタジーニとの交換トレードで獲得したいという旨の打診をする。オリックス監督の仰木彬はペタジーニに興味を示し、新井宏昌・小林晋哉の両コーチも獲得に賛意を示したが、同球団フロントが獲得を見送ったため、ペタジーニのオリックス入団は実現しなかった。

### レッズ時代
1998年2月5日にトレードでシンシナティ・レッズへ移籍。同年は傘下のAAA級球団であるILのインディアナポリス・インディアンズで102試合に出場し、打率.331、24本塁打、109打点を記録し、OPSも1.053を記録。2年連続でAAA級のMVPを獲得した。一方、メジャーでは34試合に出場したが、打率.258・3本塁打・7打点の成績に終わった。
同年までのMLB通算成績は193試合出場、307打数、69安打、13二塁打、1三塁打、10本塁打、43打点、55四球、88三振、1盗塁、打率.225である。

### ヤクルト時代
1998年12月2日にヤクルトスワローズと契約。ヤクルトは同年オフ、ドゥエイン・ホージーとエリック・アンソニーの両選手を解雇しており、彼らと入れ替わる形でペタジーニと、マーク・スミス（前ピッツバーグ・パイレーツ）をそれぞれ新外国人打者として獲得した。背番号は9で、推定年俸約60万ドル（当時の為替レートで約6816万円）の1年契約だった。
当時は一塁と外野を守れるオールラウンドプレーヤーという触れ込みで、長打力だけでなく左右に万遍なく打ち分けられるシュアな打撃も高く評価されていた。ヤクルトは1998年のシーズン途中から、翌1999年シーズンの四番打者候補としてペタジーニをマークしていた一方、ペタジーニは当時、翌シーズンのメジャーでの活躍を期待されており、レッズ側はトレードに難色を示していたが、本人は日本でプレーすることを希望、ヤクルトへ移籍することとなった。同シーズンのヤクルトは狭い明治神宮野球場を本拠地にしながら、総本塁打数がリーグワースト2位の97本に終わっており、これがリーグ4位に低迷した一因になったと評されていたため、左打者のペタジーニと右打者のスミスがそれぞれ大砲候補として期待を受けていた。実際に『サンケイスポーツ』専属評論家の伊東一雄は、メジャーリーグより広いことが多いマイナーリーグの球場で31本塁打を記録した長打力を高く評価していた一方、日本の投手の変化球に適応できるかが課題であると評していた。
1999年、開幕から4番を任されるも4月終了時点での打率は.227、本塁打9本と確実性という面では期待ほどの結果を残せていなかったが、5月以降は打率面でも成績が向上。シーズン前半終了時点で打率.324、本塁打26本と結果を残し、怪我をして出場辞退となった読売ジャイアンツ（巨人）の清原和博に代わり、補充選手としてオールスターゲームにも選出された。最終的に松井秀喜（巨人）やロバート・ローズ(横浜)との激しい本塁打王争いを演じ、最終的には44本塁打で本塁打王、出塁率.469で最高出塁率のタイトルをそれぞれ獲得。長打力も発揮し長打率.677はリーグ最高記録だった。来日1年目で史上初となる「打率3割・40本塁打」以上を記録した。
2000年は全試合出場を果たし、36本塁打を放った。
2001年、2度目の本塁打王を獲得し、チームのリーグ優勝・日本一に大きく貢献した。
2002年、中盤は松井と本塁打争いをしていたが、8月に入り巨人が独走状態で余裕が生まれたことから松井も本塁打狙いで快進撃を始め、2年連続での本塁打王は果たせなかったが、41本塁打を放った。しかし、慢性化しつつあった膝痛、高年俸などの理由により契約延長を見送られ、同年11月11日ヤクルトを退団。この退団の遠因には、ペタジーニが死球を受けても味方投手陣が報復してくれなかったことへの不満もあったという報道もある。

### 巨人時代
阪神との争奪戦の末2002年11月19日に巨人入りが正式に決定。ペタジーニに提示された額は阪神が2年20億円に対し、巨人が2年30億円とも言われた。推定年俸7億2000万で契約し、NPB球界最高年俸（当時）助っ人と呼ばれた（なお、この記録は同じ巨人の菅野智之が2021年1月14日に年俸8億円で契約更改したことで更新された）。2003年は一塁手には清原和博がいたため主に外野手として起用された。しかし、中日ドラゴンズとの開幕戦の右翼守備でバックホームの際に捕手の頭を大きく超える大暴投をしたのを皮切りにファールフライを捕球できなかったり、スライディングキャッチを試みて落球するなど外野守備には難があった。5月13日に左膝故障で登録抹消され6月23日には一軍に再登録された。その後も打撃好調で9月13日の古巣・対ヤクルト戦で史上11人目となる5年連続30本塁打を記録し、翌日14日にはプロ野球通算8万号本塁打を記録。終盤の10月4日に膝痛で登録抹消されるとそのままシーズンを終えた。打率.323、34本塁打、81打点の成績を残すなどシーズン通じて打撃は好調だったが1か月以上の故障離脱が響き100試合の出場に留まり来日して初めて規定打席にも到達しなかった。なお、同年の出塁率は、規定打席に20打席不足して出塁率.457であり、不足分を凡打と仮定して加算しても出塁率.436で、規定打席到達者1位（福留孝介の.401)を上回っていた。現在は、公認野球規則10・22(a)に照らして最高出塁率となるが、当時は同規則は打率と長打率のみ適用だったため、福留が最高出塁率として表彰された。
2004年はこの年から監督を務める堀内恒夫の構想により清原と一塁手で併用される。持病の膝痛も悪化した影響もあり、117試合の出場で打率.290、29本塁打、84打点と日本では自己最低の成績に終わると同時に3割と30本の連続記録も途絶える。だが、清原の故障による長期離脱で2年ぶりに規定打席に到達した。オフに堀内の構想で清原が一度は翌年の戦力構想から外れていたが、契約期間が1年残っていたことで清原は編成権はフロントと監督どちらにあるのか確認し、球団に翌年の残留を直談判、最終的に清原は翌2005年シーズンも残留することが決まった。一方で巨人は同年オフ、ペタジーニに同シーズンの年俸7億2000万円から大幅減額となる年俸3億円で翌2005年シーズンの契約を結ぶことを提示したが、ペタジーニの代理人であるピーター・グリーンバーグからは契約期限となる同年11月9日までに残留の返答がなく、退団が決まり、同年12月2日付でNPBコミッショナー事務局から自由契約選手として公示された。同年オフには阪神タイガースや新規参入球団の東北楽天ゴールデンイーグルスがペタジーニの獲得に乗り出す可能性があると報じられ、特に楽天がペタジーニに関心を示していたが、入団することはなかった。

### レッドソックス時代
2005年は開幕からメジャーリーグのボストン・レッドソックス傘下の3Aポータケットでプレーし、同年8月にメジャーに復帰。8月5日の対カンザスシティ・ロイヤルズ戦では『4番・一塁手』で先発出場した。
2006年2月6日に解雇された。

### マリナーズ時代
2006年2月22日に招待選手を経てシアトル・マリナーズとマイナー契約。8月17日に解雇され、現役引退した。

### メキシカンリーグ時代
2008年、リーガ・メヒカーナ・デ・ベイスボルのメキシコシティ・レッドデビルズで現役復帰。

### 韓国時代
2008年5月12日に、不振により退団したジェイミー・ブラウンの代役として韓国・LGツインズと契約し、4番打者として活躍。
2009年もLGツインズで主軸として活躍し、3打席連続本塁打（3本目はサヨナラ満塁）を打つ等、LG史上初となるシーズン100打点を記録した選手となった。だが膝に故障を抱えており年齢的な問題に加え、本人が高額年俸を要求してきたことや、投手不足のチーム事情もあり、2009年限りで退団となった。

### ソフトバンク時代
2010年4月15日、福岡ソフトバンクホークスへの入団が発表された。背番号は16。日本プロ野球に6年ぶりに復帰することとなり、パ・リーグのチームのユニフォームに初めて袖を通すこととなった。2010年6月9日の対横浜ベイスターズ戦で日本球界復帰後初本塁打をサヨナラ本塁打で飾った。同時に交流戦で打った初めての本塁打となった。サヨナラ本塁打はヤクルト時代の2001年8月以来、5本目。7月21日の対埼玉西武ライオンズ戦でも自身6度目のサヨナラ2ラン本塁打を打った。このサヨナラ本塁打は球団通算100本目（2リーグ制以降）のサヨナラ本塁打であった。6番指名打者に定着し、ホセ・オーティズ、多村仁志に次ぐOPS.772を記録しリーグ優勝に貢献した。
本人は翌シーズンの残留を希望していたが、81試合出場で打率2割6分1厘、10本塁打と全盛期のころと比べ力の衰えを露呈してしまうことになり、11月14日にソフトバンクは来季の契約を結ばないことを発表。その後再び現役を引退した。

## 人物
25歳年上のオルガ夫人はペタジーニの友人の母で、小学校の時に友人宅に遊びに行った時に出会い、その後、愛を貫いて結婚に至った。夫人とは2021年現在も結婚生活を続けている。
ヤクルト時代の応援歌は、トーマス・オマリーの応援歌のメロディーを流用したものである。

## 詳細情報

### 年度別打撃成績
| 年 度    | 球 団        | 試 合 | 打 席 | 打 数 | 得 点 | 安 打 | 二 塁 打 | 三 塁 打 | 本 塁 打 | 塁 打 | 打 点 | 盗 塁 | 盗 塁 死 | 犠 打 | 犠 飛 | 四 球 | 敬 遠 | 死 球 | 三 振 | 併 殺 打 | 打 率 | 出 塁 率 | 長 打 率 | O P S  |
| -------- | ------------ | ----- | ----- | ----- | ----- | ----- | -------- | -------- | -------- | ----- | ----- | ----- | -------- | ----- | ----- | ----- | ----- | ----- | ----- | -------- | ----- | -------- | -------- | ------ |
| 1994     | HOU          | 8     | 8     | 7     | 0     | 0     | 0        | 0        | 0        | 0     | 0     | 0     | 0        | 0     | 0     | 1     | 0     | 0     | 3     | 0        | .000  | .125     | .000     | .125   |
| 1995     | SD           | 89    | 152   | 124   | 15    | 29    | 8        | 0        | 3        | 46    | 17    | 0     | 0        | 2     | 0     | 26    | 2     | 0     | 41    | 2        | .234  | .367     | .371     | .738   |
| 1996     | NYM          | 50    | 113   | 99    | 10    | 23    | 3        | 0        | 4        | 38    | 17    | 0     | 2        | 1     | 1     | 9     | 1     | 3     | 27    | 4        | .232  | .313     | .384     | .696   |
| 1997     | NYM          | 12    | 18    | 15    | 2     | 1     | 0        | 0        | 0        | 1     | 2     | 0     | 0        | 0     | 0     | 3     | 0     | 0     | 6     | 0        | .067  | .222     | .067     | .289   |
| 1998     | CIN          | 34    | 79    | 62    | 14    | 16    | 2        | 1        | 3        | 29    | 7     | 1     | 0        | 0     | 1     | 16    | 0     | 0     | 11    | 2        | .258  | .405     | .468     | .873   |
| 1999     | ヤクルト     | 134   | 576   | 452   | 97    | 147   | 23       | 2        | 44       | 306   | 112   | 10    | 1        | 0     | 1     | 116   | 6     | 7     | 91    | 13       | .325  | .469     | .677     | 1.146  |
| 2000     | ヤクルト     | 136   | 588   | 484   | 91    | 153   | 30       | 0        | 36       | 291   | 96    | 7     | 2        | 0     | 3     | 97    | 7     | 4     | 116   | 7        | .316  | .432     | .601     | 1.033  |
| 2001     | ヤクルト     | 138   | 592   | 463   | 93    | 149   | 27       | 0        | 39       | 293   | 127   | 4     | 1        | 0     | 2     | 120   | 13    | 7     | 89    | 11       | .322  | .466     | .633     | 1.099  |
| 2002     | ヤクルト     | 131   | 552   | 453   | 90    | 146   | 23       | 1        | 41       | 294   | 94    | 0     | 1        | 0     | 3     | 85    | 9     | 11    | 106   | 6        | .322  | .438     | .649     | 1.087  |
| 2003     | 巨人         | 100   | 414   | 331   | 70    | 107   | 17       | 0        | 34       | 226   | 81    | 1     | 0        | 0     | 1     | 77    | 9     | 5     | 72    | 8        | .323  | .457*    | .683*    | 1.139* |
| 2004     | 巨人         | 117   | 467   | 383   | 70    | 111   | 17       | 0        | 29       | 215   | 84    | 2     | 1        | 0     | 4     | 75    | 5     | 5     | 76    | 14       | .290  | .409     | .561     | .970   |
| 2005     | BOS          | 18    | 36    | 32    | 4     | 9     | 2        | 0        | 1        | 14    | 9     | 0     | 0        | 0     | 0     | 4     | 0     | 0     | 5     | 3        | .281  | .361     | .438     | .799   |
| 2006     | SEA          | 31    | 32    | 27    | 3     | 5     | 2        | 0        | 1        | 10    | 2     | 0     | 0        | 0     | 0     | 4     | 0     | 1     | 10    | 0        | .185  | .313     | .370     | .683   |
| 2008     | LG           | 68    | 259   | 216   | 29    | 75    | 17       | 1        | 7        | 115   | 35    | 1     | 0        | 0     | 1     | 40    | 1     | 2     | 26    | 5        | .347  | .452     | .532     | .984   |
| 2009     | LG           | 115   | 498   | 388   | 62    | 129   | 16       | 0        | 26       | 223   | 100   | 2     | 0        | 0     | 6     | 97    | 9     | 7     | 70    | 7        | .332  | .468     | .575     | 1.043  |
| 2010     | ソフトバンク | 81    | 307   | 264   | 34    | 69    | 12       | 0        | 10       | 111   | 41    | 0     | 0        | 0     | 4     | 39    | 2     | 0     | 72    | 12       | .261  | .352     | .420     | .772   |
| MLB：7年 | MLB：7年     | 242   | 438   | 366   | 48    | 83    | 17       | 1        | 12       | 138   | 54    | 1     | 2        | 3     | 2     | 63    | 3     | 4     | 103   | 11       | .227  | .345     | .377     | .722   |
| NPB：7年 | NPB：7年     | 837   | 3496  | 2830  | 545   | 882   | 149      | 3        | 233      | 1736  | 635   | 24    | 6        | 0     | 18    | 609   | 51    | 39    | 622   | 71       | .312  | .438     | .613     | 1.051  |
| KBO：2年 | KBO：2年     | 183   | 757   | 604   | 91    | 204   | 33       | 1        | 33       | 338   | 135   | 3     | 0        | 0     | 7     | 137   | 10    | 9     | 96    | 12       | .338  | .462     | .560     | 1.022  |

- 各年度の太字はリーグ最高
- 2003年は規定打席に20打席不足していたが、20打席分を凡打と仮定しても、出塁率・長打率・OPSはそれぞれ.436・.644・1.079となり、いずれもリーグ規定打席到達者1位を上回る。

### タイトル
NPB
- 本塁打王：2回 （1999年、2001年）
- 打点王：1回 （2001年）
- 最高出塁率：2回 （1999年、2001年）
- 最多勝利打点：1回 （1999年） ※特別賞

### 表彰
NPB
- 最優秀選手：1回 （2001年）
- ベストナイン（一塁手部門）：4回 （1999年 - 2002年）
- ゴールデングラブ賞（一塁手部門）：3回 （2000年 - 2002年）
- オールスターゲームMVP：2回 （2000年 第1戦、2001年 第2戦）
- 月間MVP：3回 （1999年7月、2001年4月、2001年5月）
- IBMプレイヤー・オブ・ザ・イヤー賞：1回 （2001年）
- 優秀JCB・MEP賞：1回 （1999年）

MiLB
- インターナショナルリーグMVP：2回（1997年、1998年）

### 記録
NPB
- 初出場・初先発出場：1999年4月2日、対横浜ベイスターズ1回戦（横浜スタジアム）、4番・一塁手として先発出場
- 初打席：同上、2回表に三浦大輔の前に空振り三振
- 初安打：同上、7回表に三浦大輔から左前安打
- 初本塁打・初打点：同上、8回表に横山道哉から右越2ラン
- 初盗塁：1999年5月16日、対広島東洋カープ6回戦（長崎ビッグNスタジアム）、7回裏に二盗（投手：小林敦司、捕手：瀬戸輝信）
- 100本塁打：2001年6月28日、対横浜ベイスターズ14回戦（明治神宮野球場）、3回裏にマーク・ホージマーから右越2ラン　※史上213人目
- 150本塁打：2002年8月15日、対読売ジャイアンツ22回戦（東京ドーム）、1回表に入来祐作から右越先制2ラン　※史上122人目
- 200本塁打：2004年5月8日、対広島東洋カープ7回戦（広島市民球場）、1回表に河内貴哉から中越3ラン　※史上79人目
- オールスターゲーム出場：3回 （1999年 - 2001年）

### 背番号
- 29 （1994年、2008年 - 2009年）
- 24 （1995年）
- 20 （1996年）
- 10 （1997年）
- 57 （1998年）
- 9 （1999年 - 2002年）
- 13 （2003年 - 2005年）
- 23 （2006年）
- 16 （2010年）